# Gerd Kafka
Gerd Kafka (Salzburgo, 25 de agosto de 1961) es un expiloto de motociclismo austríaco, que compitió en el Mundial de Motociclismo entre 1984 y 1987.

## Biografía
Su debut en el Mundial de Motociclismo fue en la temporada 1984, aunque solo disputó un Gran Premioː Gran Premio de San Marino, en el que acabó en séptima posición. La siguiente temporada fue la más exitosa para él ya que acabó en tercera posición en la clasificación general de la categoría de 80cc y donde consiguió su única victoria Gran Premio de los Países Bajos y su único podio Gran Premio de Alemania. Las cosas no irían tan bien en 1986 acabando en décima posición de la general de 80cc. En 1987, intentaría participar en 125cc pero en ningún momento pudo tener una moto competitiva y se acabó retirando.

## Resultados en el Campeonato del Mundo
Sistema de puntuación desde 1969 hasta 1987:
| Posición | 1.º | 2.º | 3.º | 4.º | 5.º | 6.º | 7.º | 8.º | 9.º | 10.º |
| Puntos   | 15  | 12  | 10  | 8   | 6   | 5   | 4   | 3   | 2   | 1    |

### Carreras por año
(Carreras en negrita indica pole position, carreras en cursiva indica vuelta rápida)
| Año  | Cat.  | Equipo | 1       | 2     | 3      | 4       | 5       | 6     | 7     | 8     | 9     | 10    | 11     | 12    | 13    | Pts. | Pos. |
| ---- | ----- | ------ | ------- | ----- | ------ | ------- | ------- | ----- | ----- | ----- | ----- | ----- | ------ | ----- | ----- | ---- | ---- |
| 1984 | 80cc  | Sachs  |         | NAC - | ESP -  | AUT -   | ALE -   |       | YUG - | NED - | BEL - |       |        | RSM 7 |       | 4    | 17.º |
| 1985 | 80cc  | Seel   |         | ESP 4 | GER 3  | NAT Ret |         | YUG 5 | NED 1 |       | FRA 8 |       |        | RSM 5 |       | 48   | 3.º  |
| 1986 | 80cc  | Seel   | ESP Ret | NAT 8 | GER 12 | AUT Ret | YUG 16  | NED 9 |       |       | GBR 7 |       | RSM 17 | BDW - |       | 9    | 10.º |
| 1987 | 125cc | Seel   |         | ESP - | GER -  | NAT -   | AUT DNQ | YUG - | NED - | FRA - | GBR - | SWE - | CZE -  | RSM - | POR - | 0    | -    |